# Северная мафия
«Северная мафия» (фин. Poromafia; международное название — англ. The Reindeer Mafia) — финский телесериал в жанре криминальной драмы, снятый режиссёром Микой Курвиненом по мотивам романа «Оленья мафия» писателя и журналиста Микко-Пекки Хейккинена. Премьера сериала, состоящего из восьми эпизодов, состоялась зимой 2023-го года на стриминговом сервисе C More. В России премьера состоялась 13 марта 2023 года в онлайн-кинотеатре Амедиатека.
Кинокритик Татьяна Алешичева («Коммерсантъ») положительно оценила абсурдистский юмор финского сериала и сравнивала «Северную мафию» с произведениями братьев Коэн, байкерским сериалом «Сыны анархии» и криминальной комедией «Лиллехаммер».

## Сюжет
Самели Нелиханка (Самули Эдельманн) возвращается в родной городок в Лапландии из тюрьмы, где он отбывал десятилетний срок за убийство отца своей возлюбленной Сары (Аннамайя Туокко). Семья Самели владеет в городе гостиничным бизнесом и большим участком земли, который ранее принадлежал семье Сары. Когда матриарх семьи Нелиханка, Брита (Реа Мауранен), умирает от рака, перед смертью она разделяет имущество между сыновьями — Самели и Пиети (Олави Уусивирта), что приводит в ярость её мужа Роуку (Аке Каллиала), который хотел построить на участке железнодорожную станцию, но остался без доли. Помимо делёжки наследства, Самели возвращается в криминал: он вновь становится лидером своей старой банды «Росомахи», которая занимается контрабандой наркотиков через финско-шведскую границу. Поставщиком для него выступает Стагге (Микаэль Персбрандт), жестокий шведский гангстер и главарь банды «Морские котики».

## В ролях
- Самули Эдельманн — Самели Нелиханка
- Аннамайя Туокко — Сара Пойкипаа
- Олави Уусивирта — Пиети Нелиханка
- Реа Мауранен — Брита Нелиханка
- Микаэль Персбрандт — Стагге
- Илкка Вилли — Холмберг

## Производство
Съёмки сериала проходили в период с января по июнь 2022 года. Съемочные площадки включали регионы Юлляс и Кильписъярви в Лапландии, а также город Тромсё в Северной Норвегии.